# Home Brewing Company
Die Home Brewing Company war eine US-amerikanische Brauerei in Richmond. Die Geschichte der Brauerei begann mit der Gründung einer Vorgängerbrauerei im Jahr 1870 und endete mit ihrer Schließung im Jahr 1969.

## Geschichte

### Gründung
Im Jahr 1870 wurde durch Edward J. Euker, einem deutschen Immigranten, eine Brauerei an der Ecke Clay und Harrison Street in Richmond gegründet. Bereits zuvor hatte sich dieser zusammen mit seinem Bruder Louis in Richmond einen Namen als Bierbrauer gemacht. Zu seiner Brauerei gehörten auch Wohnhäuser für die Angestellten sowie ein Biergarten. Drei Jahre nach der Gründung schloss sich Euker mit Henry Bowler zusammen – gemeinsam leiteten sie die Brauerei unter dem Namen Spring Park Brewery (auch als Clay Street Brewery bekannt) bis in das Jahr 1877, in welchem sie als Folge des Gründerkrachs die Brauerei schließen mussten. Nachdem die Brauerei zwei Jahre lang nicht genutzt wurde, wurde sie durch George Washington Robinson übernommen, der sie bis 1880 unter dem Namen Eagle Brewery leitete.
Nach weiteren zwölf Jahren der Nicht-Nutzung wurde die Brauerei von der Richmond Brewing Company übernommen, jedoch bereits im darauffolgenden Jahr von Peter Stumpf, einem Repräsentanten von Anheuser-Busch, akquiriert, der sie als Peter Stumpf Brewing Company führte. Zu dieser Zeit wurden erste Außenstellen in Petersburg, Phoebus, Newport News und Raleigh geschaffen und ein Jahresausstoß von circa 13.000 Barrel erreicht. Nachdem sich Stumpf im Jahr 1897 zur Ruhe gesetzt hatte, wurde die Brauerei als Home Brewing Company weitergeführt. Fritz Sitterding übernahm das Amt des Präsidenten.

### Jahrhundertwende bis Schließung
Zur Jahrhundertwende verfügte das Unternehmen über eine jährliche Produktionskapazität von 30.000 Barrel Bier. Damit war sie mehr als doppelt so groß wie ihr Lokalkonkurrent, die Rosenegk Brewing Company (auch als Richmond Brewery bekannt). Neben dieser musste sich die Brauerei mittlerweile auch den landesweit agierenden Konkurrenten Anheuser-Busch, Pabst und Schlitz stellen. 1903 wurde George Bernier Braumeister, eine Position, die er bis in die 1950er ausübte und schließlich an seinen Sohn abgab.
Zur Zeit der Prohibition wurde die Brauerei zur Home Products Company umfirmiert und konzentrierte sich auf die Produktion von Ginger Ale und anderen Soft Drinks. Da die Verwendung von Malz zur Getränkeherstellung in Virginia vollständig verboten war, konnte die Home Brewing Company im Gegensatz zu vielen anderen amerikanischen Brauereien während der Prohibition kein alkoholreduziertes Leichtbier („near beer“) herstellen. 1928 verstarb Sitterding, sein Sohn Fritz Jr. übernahm die Leitung des Unternehmens.
Um sich auf das Ende der Prohibition im Jahr 1933 vorzubereiten, wurden die Anlagen des Unternehmens durch das Engagement etlicher lokaler Geschäftsleute auf den neuesten Stand gebracht und als Folge dessen die Jahreskapazität auf 50.000 Barrel erhöht. Die Anzahl an Mitarbeitern, die aufgrund der Prohibition auf 20 gesenkt werden musste, wurde auf 50 Mitarbeiter erhöht. Im Jahr 1934 nahm die Brauerei, die wieder als Home Brewing Company firmierte, die Produktion wieder auf, darunter mit dem Produktflaggschiff „Richbrau Beer“. Da die Prohibition zur Schließung des Lokalkonkurrenten Rosenegk führte, war die Home Brewing Company die einzige lokale Brauerei aus Richmond, neben den genannten nationalen Brauereien Anheuser-Busch, Pabst und Schlitz.
Die Brauerei blieb, trotz gewissen Wachstums, bis in die 1950er Jahre ein Unternehmen, das lediglich im Bundesstaat Virginia Bedeutung trug. 1952 wurde die Dosenabfüllung eingeführt. Trotz des starken Wettbewerbs im Markt Richmond wurde 1961 wurde ein Jahresausstoß von 100.000 Barrel erreicht. Der Versuch im Jahr 1966, in den Markt für Malt Liquor einzusteigen, war nicht von Erfolg gekrönt.
Am 14. Oktober 1969 musste der Vorstand die Schließung der Brauerei bekannt geben. Als Gründe wurden steigende Kosten, wachsender Konkurrenzdruck sowie die finanziell nicht erfolgreichen vergangenen drei Jahre genannt. Die Lokalzeitung „Richmond News Leader“ bezeichnete diesen Tag als „traurigsten Tag in Richmond seit April 1865“. Am 1. Dezember 1969 wurde die Brauerei endgültig geschlossen. Alle Markenrechte gingen an die Queen City Brewing Company.
Ab den 1990er Jahren und bis 2010 agierte eine Brauerei in Richmond unter dem Namen Richbrau Brewing Company, als Hommage an das erfolgreiche Produkt der Home Brewing Company. Außer dem Namen bestand jedoch keine Verbindung.
Die Brauereigebäude wurden im Jahr 2004 renoviert und fungieren mittlerweile als Wohnanlage mit 37 Apartments.